# Swaziland op de Olympische Zomerspelen 2024
Swaziland nam deel aan de Olympische Zomerspelen 2024 in Parijs.

## Aantal deelnemers
Hieronder volgt een overzicht van de atleten die deelnamen aan de Olympische Zomerspelen van 2024.
| Sport    | Mannen | Vrouwen | Totaal |
| -------- | ------ | ------- | ------ |
| Atletiek | 1      | 0       | 1      |
| Zwemmen  | 1      | 1       | 2      |
| Totaal   | 2      | 1       | 3      |

## Deelnemers en resultaten

### Atletiek

#### Loopnummers
Mannen
| Atleet             | Onderdeel | Voorronde | Voorronde | Series | Series | Herkansingen | Herkansingen | Halve finale   | Halve finale   | Finale         | Finale         |
| Atleet             | Onderdeel | Tijd      | Rang      | Tijd   | Rang   | Tijd         | Rang         | Tijd           | Rang           | Tijd           | Rang           |
| ------------------ | --------- | --------- | --------- | ------ | ------ | ------------ | ------------ | -------------- | -------------- | -------------- | -------------- |
| Sibusiso Matsenjwa | 100 m     | 10,39     | 2 Q       | 10,39  | 8      | n.v.t.       | n.v.t.       | Niet geplaatst | Niet geplaatst | Niet geplaatst | Niet geplaatst |

### Zwemmen
Mannen
| Atleet     | Onderdeel        | Series  | Series | Halve finale   | Halve finale   | Finale         | Finale         |
| Atleet     | Onderdeel        | Tijd    | Rang   | Tijd           | Rang           | Tijd           | Rang           |
| ---------- | ---------------- | ------- | ------ | -------------- | -------------- | -------------- | -------------- |
| Chadd Ning | 100 m schoolslag | 1.09,85 | 35     | Niet geplaatst | Niet geplaatst | Niet geplaatst | Niet geplaatst |

Vrouwen
| atlete     | onderdeel         | series  | series | halve finale   | halve finale   | finale         | finale         |
| atlete     | onderdeel         | tijd    | rang   | tijd           | rang           | tijd           | rang           |
| ---------- | ----------------- | ------- | ------ | -------------- | -------------- | -------------- | -------------- |
| Hayley Hoy | 100 m vlinderslag | 1.08,36 | 31     | niet geplaatst | niet geplaatst | niet geplaatst | niet geplaatst |